# Vil·la Florida
La Vil·la Florida és una casa senyorial situada al barri de Sant Gervasi - la Bonanova de Barcelona, catalogada com a bé amb elements d'interès (categoria C). Actualment és un centre cívic.

## Història
La primera referència documental és del 1603, quan Guillem Ramon de Santcliment i de Centelles, embaixador de la corona espanyola a Praga, va disposar en el seu testament que la seva torre de Sant Gervasi fos venuda i el producte destinat a la celebració de dues misses de Rèquiem diàries a l'altar de Sant Martí del convent de Santa Caterina de Barcelona. Va morir el 15 d'octubre del 1608, i el 1613, els seus marmessors van treure a subhasta pública la torre i les terres que l'envoltaven, essent adquirides pel doctor en drets Montserrat Ramon. Aquest va morir el 1631 i fou succeït pel seu fill Lluís, també doctor en drets i jutge del Reial Consell Criminal. El 1639 fou succeït per la seva vídua Maria Aylla, que va morir el 1677 i fou succeïda per la seva filla Maria Ramon i Aylla, monja del convent de Nostra Senyora de la Concepció de Carmelites descalces de Barcelona, a qui aquell mateix va donar la propietat.
El 1723, el convent va comprar al rector de Sant Gervasi unes vinyes contígues d'unes cinc quartes (uns 6.120 m²), que unides a les 22 mujades i 3 quartes de la finca original (uns 111.095 m²) feien un total de 24 mujades (uns 117.215 m²). Tanmateix, el rendiment de la finca era insuficient, i el 1768 la van vendre al veler (teixidor de seda) Nicolau Sivilla per 12.000 lliures i un censal de 6.000 i pensió anual de 180, per la qual cosa va ser coneguda com a Torre Sivilla. El nou propietari va obtenir el permís per a buscar-hi aigües subterrànies i va construir una mina per a portar-hi un cabal important d'aigua. Sivilla es va casar amb Josepa Arimon, la família de la qual era propietària d'una gran extensió de terres veïnes a les seves, i en segones noces amb la seva cunyada Isabel Raspall, vídua de Josep Arimon, amb qui havia tingut un fill, Josep Antoni Arimon i Raspall.
A la seva mort el 1799, la torre va passar a mans de la vídua Isabel com a administradora i usufructuària dels seus bens, i a la mort d'aquesta el 1803, els marmessors la van cedir al bisbe de Barcelona, amb l'obligació de destinar 600 lliures anuals a les causes pies fundades per Sivilla. El bisbe Pedro Díaz Valdés (1798-1807) va acceptar el llegat, considerant que podría treure'n profit per tractar-se d'una finca de regadiu, però el 1825, el seu successor Pablo de Sichar (1808-1831) hi va renunciar perquè les rendes eren insuficients. Aleshores, bo i seguint les disposicions testamentàries, la finca havia de passar a l'administració de Pobres Vergonyants de Santa Maria del Mar, però aquesta deixà de complir amb les obligacions, i Genís Josep Arimon i Andarió, net de Josep Antoni i nebot de Sivilla, va iniciar un litigi per a recuperar-ne la propietat, que fou resolt al seu favor el 1842.
El nou propietari va iniciar la parcel·lació i urbanització de la finca, i a la seva mort el 27 d'abril del 1865 fou succeït pel seu germà Joaquim. Aquest va morir el 1871 deixant molts deutes, i el 1874, els seus hereus es van veure obligats a vendre-la en subhasta pública a l'inversor Josep Garriga i Llastanós. Tot seguit, el nou propietari hi va promoure un carrer que duria el seu nom (posteriorment absorbit pel de Muntaner), establint parcel·les en emfiteusi a diversos propietaris, de tal manera que en només tres anys, la finca s'havia reduït a unes 32.033 m². Garriga va morir el 19 de juliol del 1877 i fou succeït pel seu primogènit Josep Garriga i Vergès, que va morir el 19 de novembre del 1886. La finca, aleshores de 26.583 m², va ser heretada pels seus fills Josep (⅔) i Ramona Garriga i Serra (⅓), succeïda el 1888 pel seu fill Santiago Ramon Agelet.
El 1902, els Garriga la van vendre a Josep Maria de Müller i Patxot, un industrial vitivinícola de Tarragona, que el 1904 va encarregar a l'arquitecte de Figueres Josep Azemar i Pont la transformació de la masia en una residència burgesa. La reforma, en estil modernista amb regust historicista, afectà la distribució interior, la façana, la torre angular i les cobertes. Müller va morir el 1926, i la finca. de 5.406 m², va ser heretada pels seus fills Montserrat i Lluís de Müller i de Ferrer, que el 1928 la vengueren a Ramona Calvet i Picas. El 1931, ella i el seu marit Josep Rafel Marjanedas van encarregar a l'arquitecte Eusebi Bona la reforma de la façana encarada al carrer de Muntaner.
L'octubre del 1943, la finca fou adquirida per 1.100.000 pessetes per Rossend Llobet i Nicolau, president de l'empresa tèxtil L'Espanya Industrial. El juny del 1944, aquest la va arrendar a Enrique Bardají López, cap provincial de Sanitat, que hi va instal·lar l'Escola de Puericultura, dependent de la Direcció General de Sanitat, i que funcionà durant prop de 50 anys, període en el que fou anomenada Vil·la Florida.
A la dècada del 1990, l'edifici va quedar desocupat i s'hi va iniciar un procés de degradació, essent objecte de vandalisme. Aleshores, les entitats veïnals de Sant Gervasi van demanar a l'Ajuntament que hi fes equipaments per al barri, i fins i tot, hi va haver la proposta que fos adquirida pel RCD Espanyol com a part de les compensacions per la requalificació dels terrenys de l'Estadi de Sarrià. Finalment, després de més deu anys de negociacions amb els propietaris, el 26 de març del 2003 se'n va dictar l'expropiació per la via d'urgència, la qual fou concedida per sentència judicial del 22 de gener del 2004. El novembre del 2005 es van obrir al públic els jardins després de ser remodelats, i poc després es van iniciar les obres de rehabilitació de la casa, obrint les portes el 31 de març del 2007 com a Centre Cívic Vil·la Florida.

## Descripció
Actualment, la finca ocupa l'illa de cases entre els carrers de Muntaner, Bisbe Sivilla, Sant Gervasi de Cassoles i Reus. Es tracta d'una casa de grans dimensions, envoltada de jardí, amb una tanca que dona a tres carrers. L'entrada principal té amb una portalada de ferro emmarcada per dues pilastres de pedra. La façana principal, orientada cap al sud, té un cos principal com els de les masies de planta basilical i la torratxa adossada.

### Jardins
Els jardins són de caràcter romàntic i estil afrancesat, amb un traçat geomètric que incorpora rampes i escales. L'espai més emblemàtic és una plaça rectangular que conté un estany. Amb la construcció de la biblioteca, que té semisoterrat part de l'equipament, se n'enjardinà la coberta, donant continuïtat i uniformitat al jardí.

### Biblioteca Sant Gervasi - Joan Maragall
Va ser inaugurada el 14 de juny del 2014, a la confluència dels carrers de Sant Gervasi de Cassoles i Bisbe Sivilla, dins dels jardins de la finca, convertint-se en la biblioteca central del districte, que també disposa de la Biblioteca Clarà i la Biblioteca Collserola - Josep Miracle. Fou projectada per l'estudi BCQ arquitectes, format per David Baena, Antoni Casamor, Manel Peribáñez i Maria Taltavull. Consta de planta baixa i soterrani, amb una superfície total de 2.983 m². La composició volumètrica mig amagada, amb la formació d'uns cossos d'edificació com a escultura cubista, de volums irregulars, està coberta per un jardí, a la mateixa alçada dels antics jardins de la finca, donant continuïtat al conjunt.